# Gare de Saint-Brieuc
Ne doit pas être confondu avec Gare de Saint-Brieuc-Centrale.
La gare de Saint-Brieuc est une gare ferroviaire française des lignes de Paris-Montparnasse à Brest, de Saint-Brieuc à Pontivy et de Saint-Brieuc au Légué. Elle est située sur le territoire de la commune de Saint-Brieuc, préfecture du département des Côtes-d'Armor, en région Bretagne.
Elle est mise en service en 1863 par la Compagnie des chemins de fer de l'Ouest.
C'est une gare de la Société nationale des chemins de fer français (SNCF), desservie par le TGV et des trains express régionaux de Bretagne (TER Bretagne).

## Situation ferroviaire
Établie à 99 mètres d'altitude, la gare de bifurcation de Saint-Brieuc est située au point kilométrique (PK) 474,570 de la ligne de Paris-Montparnasse à Brest, entre les gares d'Yffiniac et de La Méaugon.
Elle est également l'origine de la ligne de Saint-Brieuc à Pontivy et de la ligne de Saint-Brieuc au Légué, toutes deux exploitées en trafic fret.

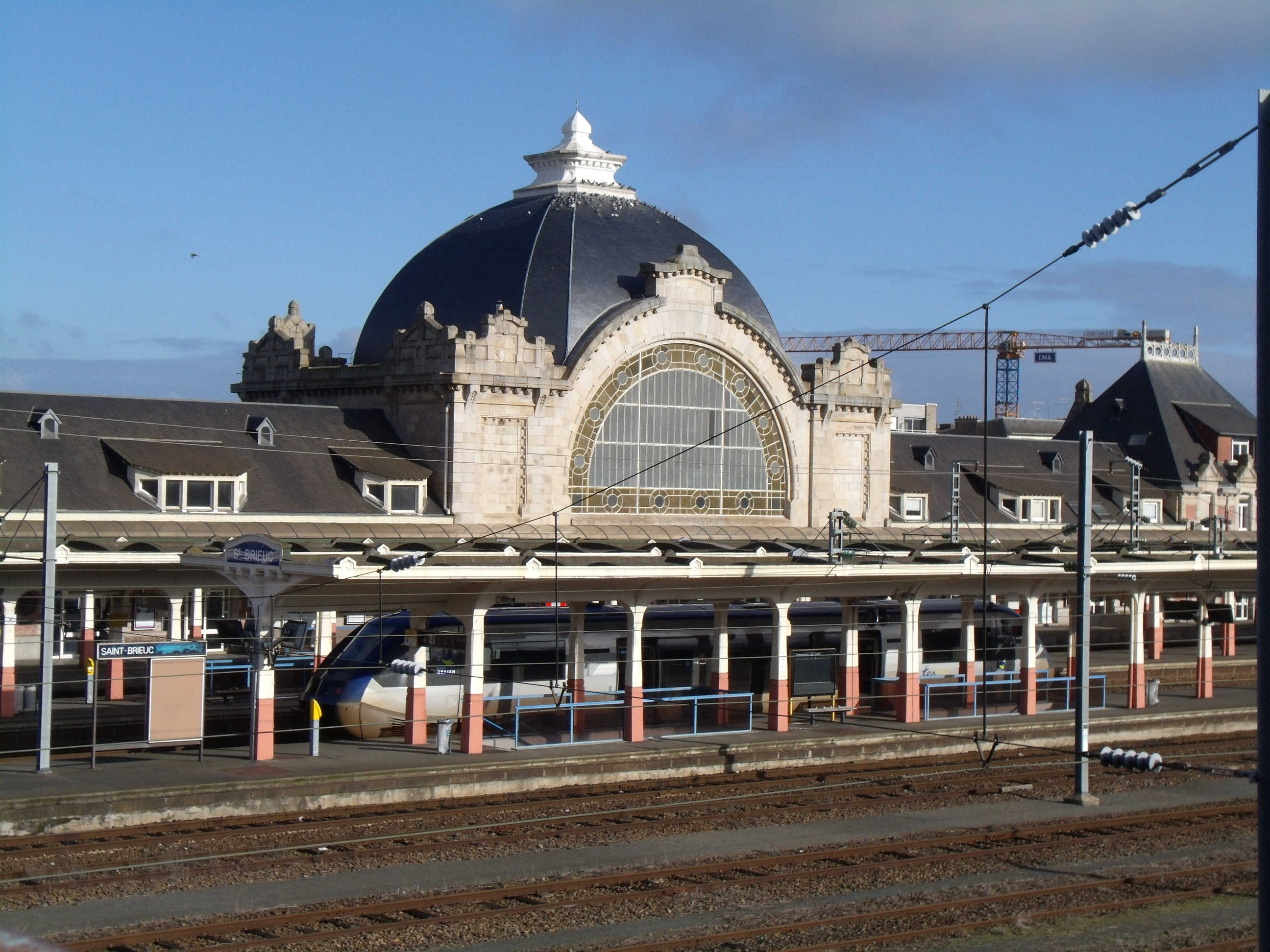
La gare et les quais vus de la passerelle, avec un TER pour Dinan.

## Histoire

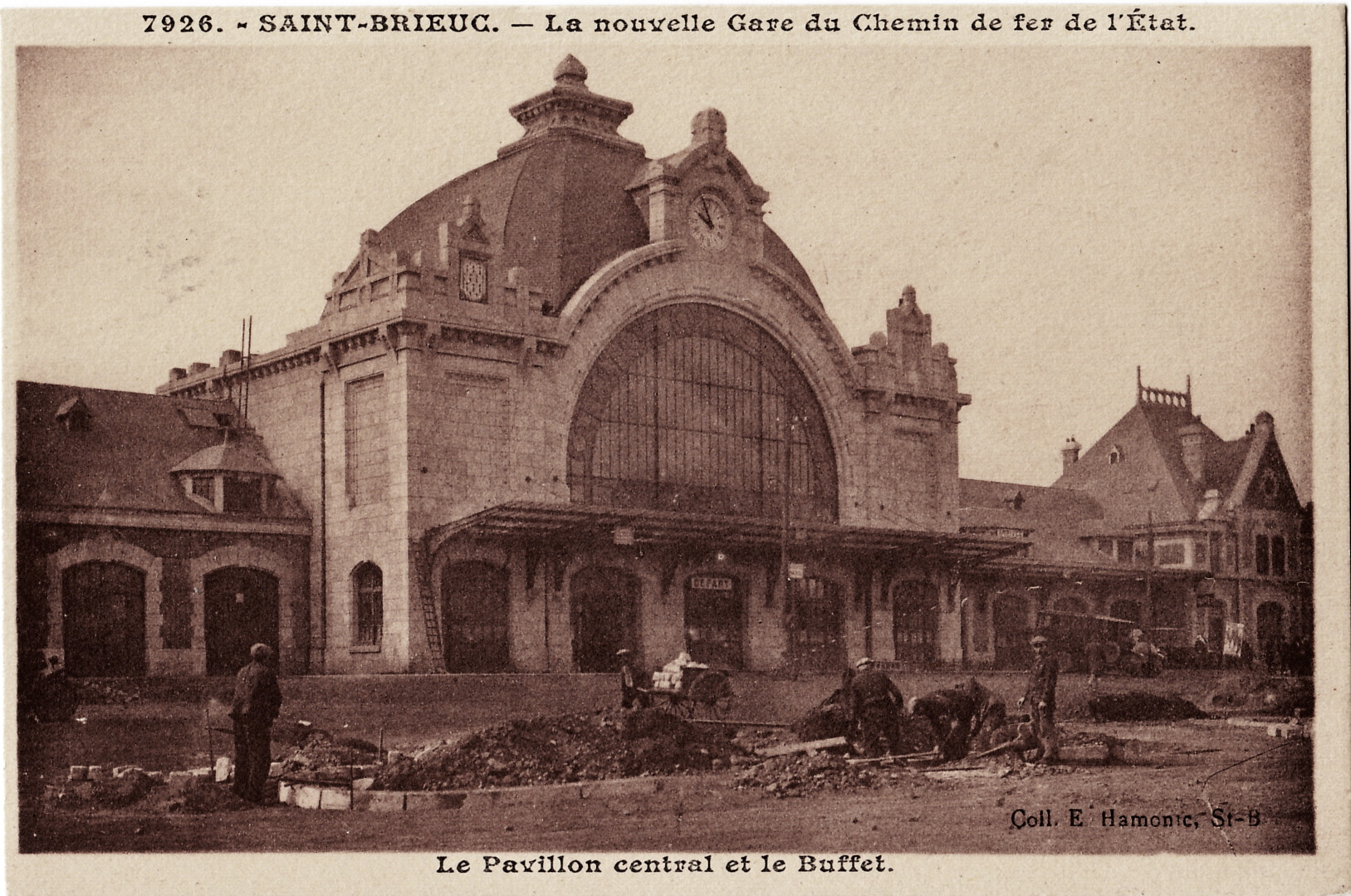
La gare de 1931, peu après son achèvement.

La gare de Saint-Brieuc est mise en service par la compagnie des chemins de fer de l'Ouest, le 7 septembre 1863, lors de l'inauguration de la section de Rennes à Guingamp de la ligne de Paris-Montparnasse à Brest.
De 1905 à 1956, Saint-Brieuc possédait une deuxième gare avec la gare centrale du réseau à voie métrique des chemins de fer des Côtes-du-Nord (CdN).
La passerelle surplombant les voies et joignant le quartier de Robien au centre-ville, construite en 1909, est l'œuvre de Louis Harel de la Noë. Elle a été détruite fin avril 2016.
Le bâtiment voyageurs et les installations de la gare de la compagnie de l'Ouest sont remplacés en 1931.
Durant l'occupation allemande, plusieurs casemates et entrepôts ont été construits ainsi que des points d'appuis avec mitrailleuses. Ce secteur avait comme dénomination Wn Po 03.
La gare est rénovée en 1988 à l'occasion de l'électrification de la section de ligne de Rennes à Brest. Une remise en état de la voûte du bâtiment voyageurs intervient en 2006.

## Fréquentation
De 2015 à 2023, selon les estimations de la SNCF, la fréquentation annuelle de la gare s'élève aux nombres indiqués dans le tableau ci-dessous.
| Année                      | 2015      | 2016      | 2017      | 2018      | 2019      | 2020      | 2021      | 2022      | 2023      |
| -------------------------- | --------- | --------- | --------- | --------- | --------- | --------- | --------- | --------- | --------- |
| Voyageurs                  | 1 207 908 | 1 217 822 | 1 277 265 | 1 235 284 | 1 340 194 | 897 060   | 1 187 493 | 1 610 864 | 1 834 483 |
| Voyageurs et non voyageurs | 1 522 386 | 1 522 278 | 1 596 582 | 1 544 106 | 1 675 242 | 1 121 325 | 1 484 366 | 2 013 580 | 2 293 104 |

## Service des voyageurs

### Accueil
Gare SNCF, elle dispose d'un bâtiment voyageurs avec guichets ouverts tous les jours.
Depuis janvier 2009, elle dispose de bornes pour la validation des titres de transports sur les cartes à puce KorriGo.

### Desserte

#### TGV
La gare est desservie par le TGV (marques TGV inOui et Ouigo) des relations Paris-Montparnasse - Rennes - Brest / Lannion.

#### TER Bretagne
Saint-Brieuc est desservie par des trains TER Bretagne qui circulent sur les lignes no 1 (Rennes - Brest), no 16 (Rennes - Lamballe - Saint-Brieuc), no 20 (Lannion - Saint-Brieuc), no 21 (Saint-Brieuc - Morlaix - Brest) et no 24 (Dol-de-Bretagne - Dinan - Saint-Brieuc). Un service d'autocars du TER Bretagne fonctionne avec la ligne no 27 (Saint-Brieuc - Pontivy - Vannes/Lorient) accessible sur le parking de la gare.

### Intermodalité
Il existe un parking payant face à la gare.
La gare est desservie par les lignes A, D, E, 4, 7, 40, 50, 60, 80, 90, 120 et NCV (tôt le matin par les lignes M1 à M3, en soirée par les lignes N1 à N3 et les dimanches et jours fériés par les lignes DF1 à DF3 uniquement) des Transports urbains briochins (TUB) et par les lignes 1, 2, 3, 4, 5, 6, 8, 19 et Saint-Brieuc-Loudéac-Pontivy-Vannes/Lorient des cars du réseau régional BreizhGo.
Il y a aussi de nombreux taxis présents à toute heure.

## Service des marchandises
Cette gare est ouverte au service du fret. Elle dessert en outre des installations terminales embranchées.

## Pôle d'échanges multimodal

### Objectifs

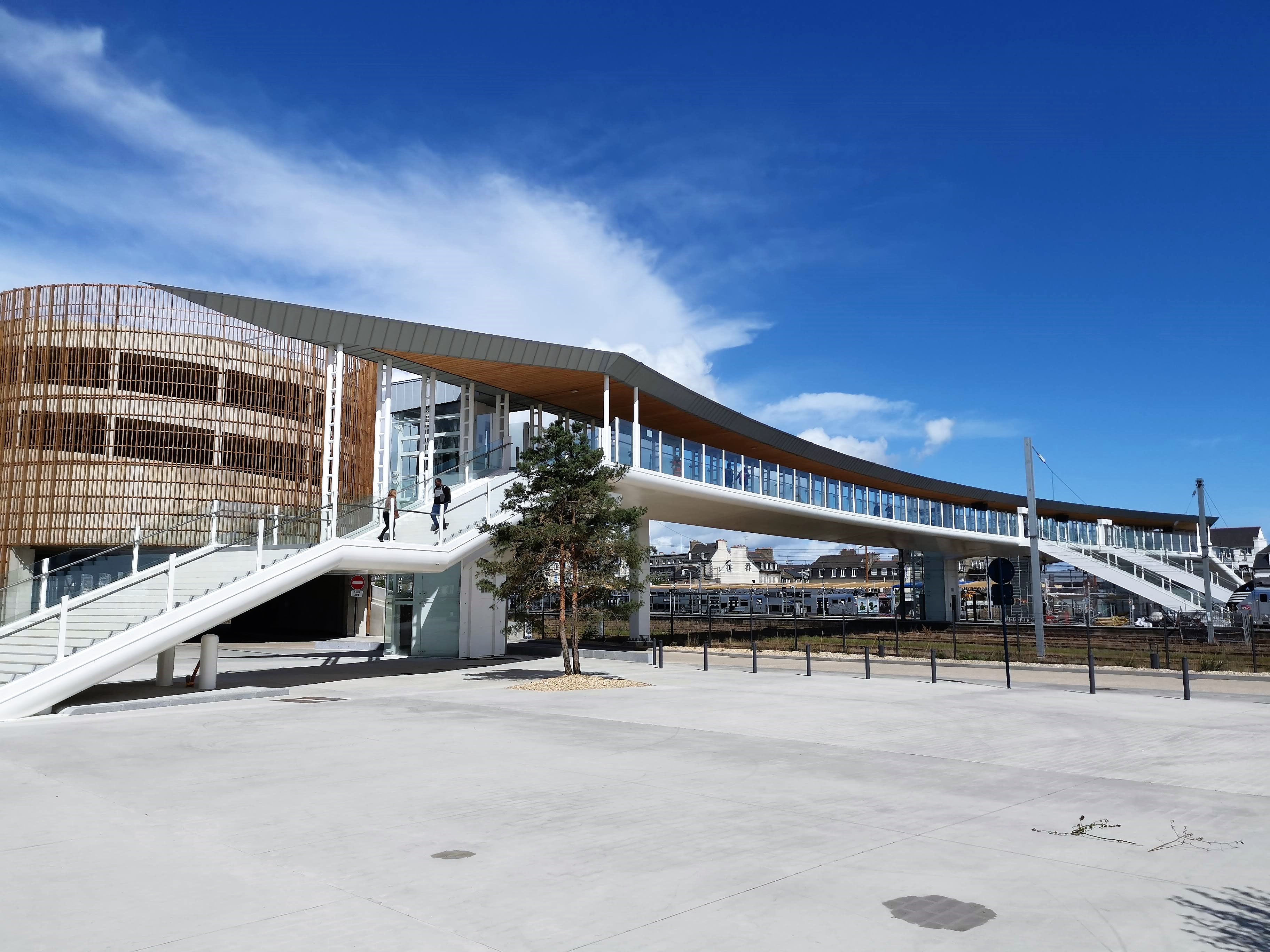
Vue d'ensemble du pôle d'échanges.

Le pôle d'échanges multimodal répond a plusieurs objectifs : accompagner le réaménagement des alentours de la gare et ouvrir cette dernière vers le sud et se préparer à l'arrivée de la LGV Bretagne-Pays de la Loire en 2017 permettant de relier Saint-Brieuc à Paris en seulement 2 h 10, et la hausse de la fréquentation de 1,2 à 2 millions de voyageurs annuels en 2020,. Ce projet a coûté 27,5 millions d'euros et est porté par sept partenaires : Saint-Brieuc Agglomération (devenue Saint-Brieuc Armor Agglomération), la ville de Saint-Brieuc, l'État, la région Bretagne, le département des Côtes-d'Armor, SNCF Gares & Connexions et SNCF Réseau.
Le projet a été dévoilé le 20 décembre 2012 durant le conseil communautaire. Les architectes retenus à la suite d'un concours sont l'Atelier villes et paysages, de Vannes. Le projet avait un coût initial de 14 millions d'euros hors-taxes, puis réévalué à 24 millions d'euros en 2014.
La gare a été ouverte vers le sud, avec la création d'un parking-silo de 250 places, qui est séparé des habitations par un square, et de deux aires de stationnement de 90 places chacune. Le dépose-minute et la soixantaine de places de stationnement de courte durée sont également déplacés côté sud. Une esplanade a été construite autour du boulevard Carnot et est équipée d'automates et de tableaux d'affichage de la SNCF ainsi que d'espaces commerciaux. La gare routière se trouve quant à elle à deux emplacements : le premier, au nord de la gare, en face de l'amicale laïque, et remplace l'ancienne gare routière située rue du Combat des Trente, et le second emplacement se situe sous le parking-silo. Cela a été choisi afin de centraliser les correspondances entre les différents modes de transport (bus urbains, cars interurbains et trains).
Les deux côtés sont reliés par une nouvelle passerelle qui a pris la place de la passerelle construite par Louis Harel de la Noë en 1909.
L'enquête publique, menée début 2016, a conduit la commission d'enquête à rendre un avis favorable en émettant quelques réserves : l'impact visuel du parking-silo de 250 places (124,5 m de long, 20 m de large, 15 m de haut), la démolition de l'ancienne passerelle « mal acceptée par la population en raison de son caractère patrimonial, même mineur », bien qu'étant vétuste et plus du tout aux normes, et la non-mise en place d'une passerelle provisoire pour des raisons financières et a suggéré des aménagements urbains pour l'entrée sud, validés par Saint-Brieuc Agglomération.

### Chronologie du projet

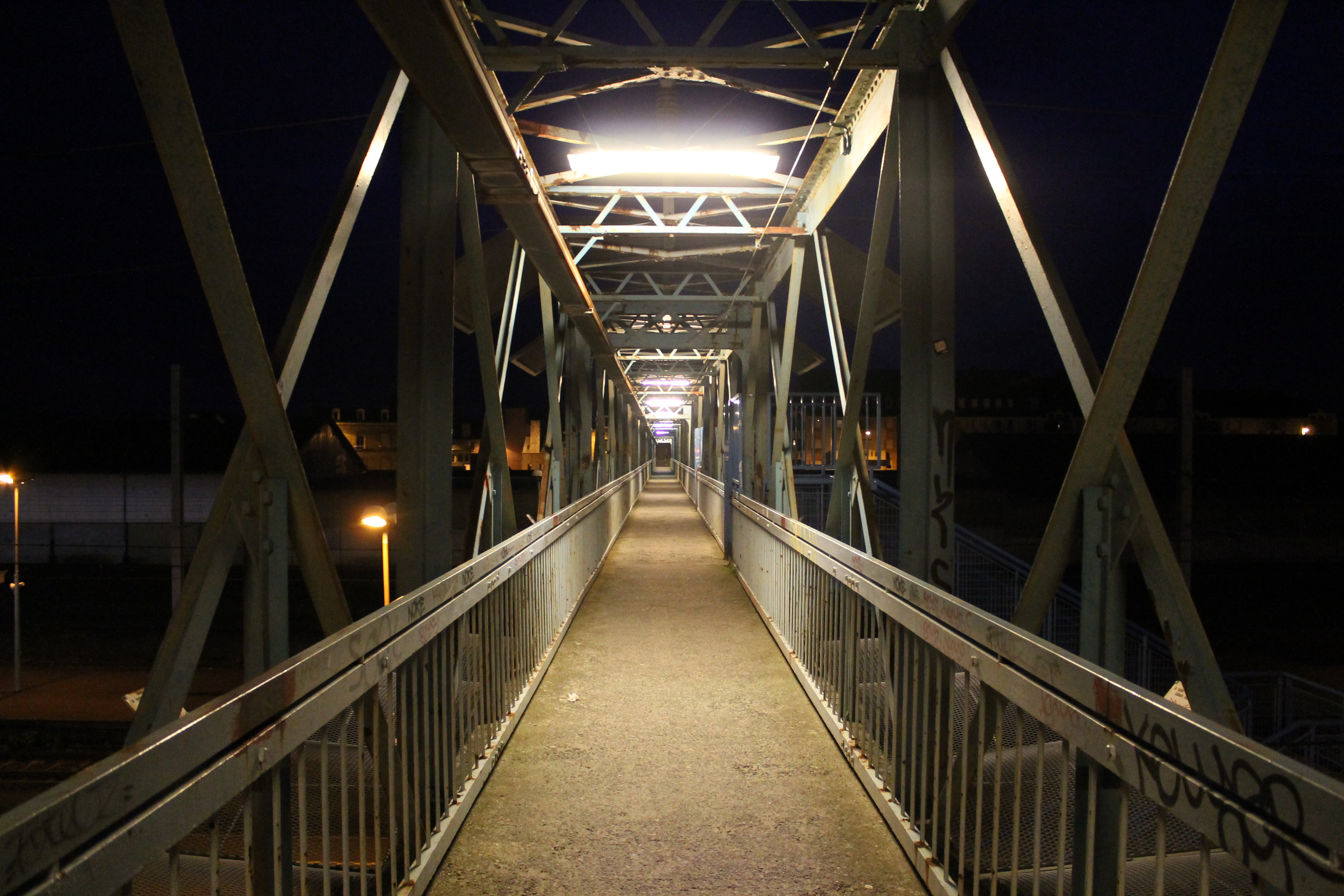
L'ancienne passerelle Harel de la Noë de nuit.

Les travaux du nouveau pôle d'échanges s'étalent de 2014 à 2018, :
- fin 2014 : démolition du bâtiment du Sernam boulevard Carnot. Le terrain vague laissé par la suite a servi de parking sauvage puis a été fermé tardivement en avril 2016 alors que cette fermeture était prévue en décembre 2015 ;
- de juin à décembre 2015 : début des travaux dans le hall de la gare avec notamment en septembre la déconstruction du buffet de la gare, bar-restaurant aussi connu sous le nom de Quai no 1, afin de supprimer les annexes et de redonner au bâtiment voyageurs son aspect extérieur d'origine ;
- de janvier à octobre 2016 : déconstruction de la passerelle datant de 1909 fin-avril, puis reconstruction d’une nouvelle passerelle préfabriquée qui sera ouverte à la fin de l'année[3]. Le nouvel ouvrage comprendra des ascenseurs aux extrémités et sur les quais ;
- du 8 janvier au 8 février 2016 : enquête publique ;
- février 2016 : création de nouveaux locaux pour les loueurs de voitures et pour la police ferroviaire, à l'étage. La partie centrale est fermée et le vendeur de journaux Relay déménage dans un espace de vente provisoire ;
- de mars à juillet 2016 : livraison de l’accueil de la gare et de l’espace de vente intermodal ;
- de août 2016 à avril 2017 : livraison du hall 1 et ouverture en mars/avril des nouveaux commerces ;
- de septembre 2016 à juin 2017 : construction du parking silo de 250 places côté Robien (côté sud) et de la nouvelle gare routière à l'emplacement du bâtiment du Sernam ;
- de septembre 2016 à décembre 2017 : réaménagement du boulevard Carnot et de la rue Pierre-Semard ;
- deux premiers semestres de 2017 : réaménagement des parvis nord et sud de la gare pour coïncider avec l'ouverture de la LGV en mai ;
- premier semestre de 2018 : réalisation d’un jardin d’environ 2 000 m2 entre le parking aérien et le boulevard Carnot.

## La gare au cinéma
Scènes de films tournées à la gare de Saint-Brieuc :
- 1946 : La Bataille du rail, de René Clément
- 2008 : Non ma fille, tu n'iras pas danser, de Christophe Honoré